# Tropasteron daviesae
Tropasteron daviesae là một loài nhện trong họ Zodariidae.
Loài này thuộc chi Tropasteron. Tropasteron daviesae được B.C.Baehr miêu tả năm 2003.